# Aktivizam
Aktivizam (iz lat. activus = „činiti, aktivno“) označava intenzivno zagovaranje ciljeva ili uvjerenja motivirane osobe na različitim područjima društvenog života. 

## Primjeri aktivizma
- Internet - zalaganje za slobodan pristup Internetu
- Ekološka etika potrošnje - Ekologija fer trgovina
- Zaštita prirode - na primjer: Greenpeace
- Politika - na primjer: ATTAC
- Edukativni festivali - hrvatski aktivistički festival VIDIK fest[1]

Oblici aktivizma mogu biti različiti kao na primjer:
- Peticija i prikupljanje potpisa
- Prosvjedi.

U pogrdnom smislu pojam se rabi za razvoj aktivnosti zbog same aktivnosti, ili djelovanje bez ciljeva ili plana.